# São Vicente e Granadinas nos Jogos Olímpicos de Verão de 2020
São Vicente e Granadinas deverá competir nos Jogos Olímpicos de Verão de 2020 em Tóquio. Originalmente programados para ocorrerem de 24 de julho a 9 de agosto de 2020, os Jogos foram adiados para 23 de julho a 8 de agosto de 2021, por causa da pandemia COVID-19. Será a nona participação da nação nos Jogos Olímpicos de Verão.

## Competidores
Abaixo está a lista do número de competidores nos Jogos.
| Esporte   | Masculino | Feminino | Total |
| --------- | --------- | -------- | ----- |
| Atletismo | 0         | 1        | 1     |
| Natação   | 1         | 1        | 2     |
| Total     | 1         | 2        | 3     |

## Atletismo
São Vicente e Granadinas recebeu uma vaga de Universalidade da IAAF para enviar uma atleta para as Olimpíadas.
- Nota– As posições para os eventos de pista são em relação à bateria do atleta
- Q = Qualificado para a próxima fase
- q = Qualificado para a próxima fase como o perdedor mais rápido ou, em eventos de campo, pela posição sem atingir o alvo para qualificação
- NR = Recorde nacional
- N/A = Fase não aplicável para o evento
- Bye = Atleta não precisou disputar aquela fase

Eventos de pista e estrada
| Atleta           | Evento         | Eliminatória | Eliminatória | Semifinal | Semifinal | Final     | Final   |
| Atleta           | Evento         | Resultado    | Posição      | Resultado | Posição   | Resultado | Posição |
| ---------------- | -------------- | ------------ | ------------ | --------- | --------- | --------- | ------- |
| Shafiqua Maloney | 800 m feminino |              |              |           |           |           |         |

## Natação
São Vicente e Granadinas recebeu um convite de Universalidade da FINA para enviar sua nadadora de melhor ranking para o respectivo evento individual nas Olimpíadas, baseado no Sistema de Pontos da FINA de 28 de junho de 2021.
| Atleta         | Evento                | Eliminatória | Eliminatória | Semifinal | Semifinal | Final | Final   |
| Atleta         | Evento                | Tempo        | Posição      | Tempo     | Posição   | Tempo | Posição |
| -------------- | --------------------- | ------------ | ------------ | --------- | --------- | ----- | ------- |
| Alex Joachim   | 100 m livre masculino |              |              |           |           |       |         |
| Mya de Freitas | 200 m livre feminino  |              |              |           |           |       |         |